# Ferenc Orosz
Ferenc Orosz (ur. 11 października 1969 w Budapeszcie) – węgierski piłkarz grający na pozycji napastnika, reprezentant kraju, trener piłkarski.

## Kariera
Seniorską karierę rozpoczynał w sezonie 1989/1990 w Honvédzie Budapeszt. W 1990 roku przeszedł do drugoligowego Dorogi FC. W sezonie 1991/1992 reprezentował barwy Váci Izzó MTE, zostając wówczas królem strzelców NB I. Po zakończeniu sezonu powrócił do Honvédu, zdobywając w sezonie 1992/1993 mistrzostwo kraju. W 1995 roku zmienił klub, zostając zawodnikiem Budapesti Vasutas, a rok później przeszedł do MTK. Z klubem tym dwukrotnie (1996/1997, 1998/1999) zdobył mistrzostwo Węgier oraz również dwa razy (1996/1997, 1997/1998) wywalczył Puchar Węgier. W roku 1999 rozpoczął grę w Dunaferr SE, z którym wywalczył mistrzostwo kraju w sezonie 1999/2000. W 2001 roku odszedł z Dunaferr i grał w klubach niższych lig węgierskich: Tárnok KSK oraz Alsónémedi SE.
W latach 1991–1997 zagrał w 17 meczach reprezentacji Węgier, dla której strzelił trzy gole.
Po zakończeniu piłkarskiej pełnił funkcję trenera juniorów w klubach: Vasas SC, MTK Budapest FC, Taksony SE i Grund 1986 FC.

## Statystyki ligowe
| Sezon     | Klub                  | Liga     | Mecze | Gole |
| --------- | --------------------- | -------- | ----- | ---- |
| 1989/1990 | Budapest Honvéd SE    | NB I     | 10    | 1    |
| 1990/1991 | Dorogi Bányász        | NB II    | 12    | 5    |
| 1991/1992 | Váci Izzó MTE         | NB I     | 28    | 16   |
| 1992/1993 | Kispest Honvéd        | NB I     | 23    | 6    |
| 1993/1994 | Kispest Honvéd        | NB I     | 19    | 8    |
| 1994/1995 | Kispest Honvéd        | NB I     | 24    | 7    |
| 1995/1996 | Budapesti VSC         | NB I     | 27    | 15   |
| 1996/1997 | MTK Budapest          | NB I     | 23    | 8    |
| 1997/1998 | MTK Budapest          | NB I     | 29    | 16   |
| 1998/1999 | MTK Hungária Budapest | NB I     | 15    | 7    |
| 1999/2000 | Dunaferr SE           | NB I     | 24    | 7    |
| 2000/2001 | Dunaferr SE           | NB I     | 18    | 4    |
| 2002/2003 | Tárnok KSK            | Megye II | ?     | ?    |
| 2003/2004 | Tárnok KSK            | Megye II | ?     | ?    |
| 2004/2005 | Alsónémedi SE         | Megye II | ?     | ?    |
| 2005/2006 | Alsónémedi SE         | Megye II | ?     | ?    |
| 2006/2007 | Tárnok KSK            | Megye II | ?     | ?    |